# Forces Canadenques
Les Forces Canadenques és el conjunt de forces armades del Canadà. Estan formades per l'Exercit Canadenc, la Marina Reial Canadenca, Reial Força Aèria Canadenca i el Comendament d'Operacions Conjuntes Canadenc.
Aquest exèrcit permet que hi hagen nenes soldat en les forces regulars en qualitat de cadets.